# Stadstimmerwerf (Leiden)

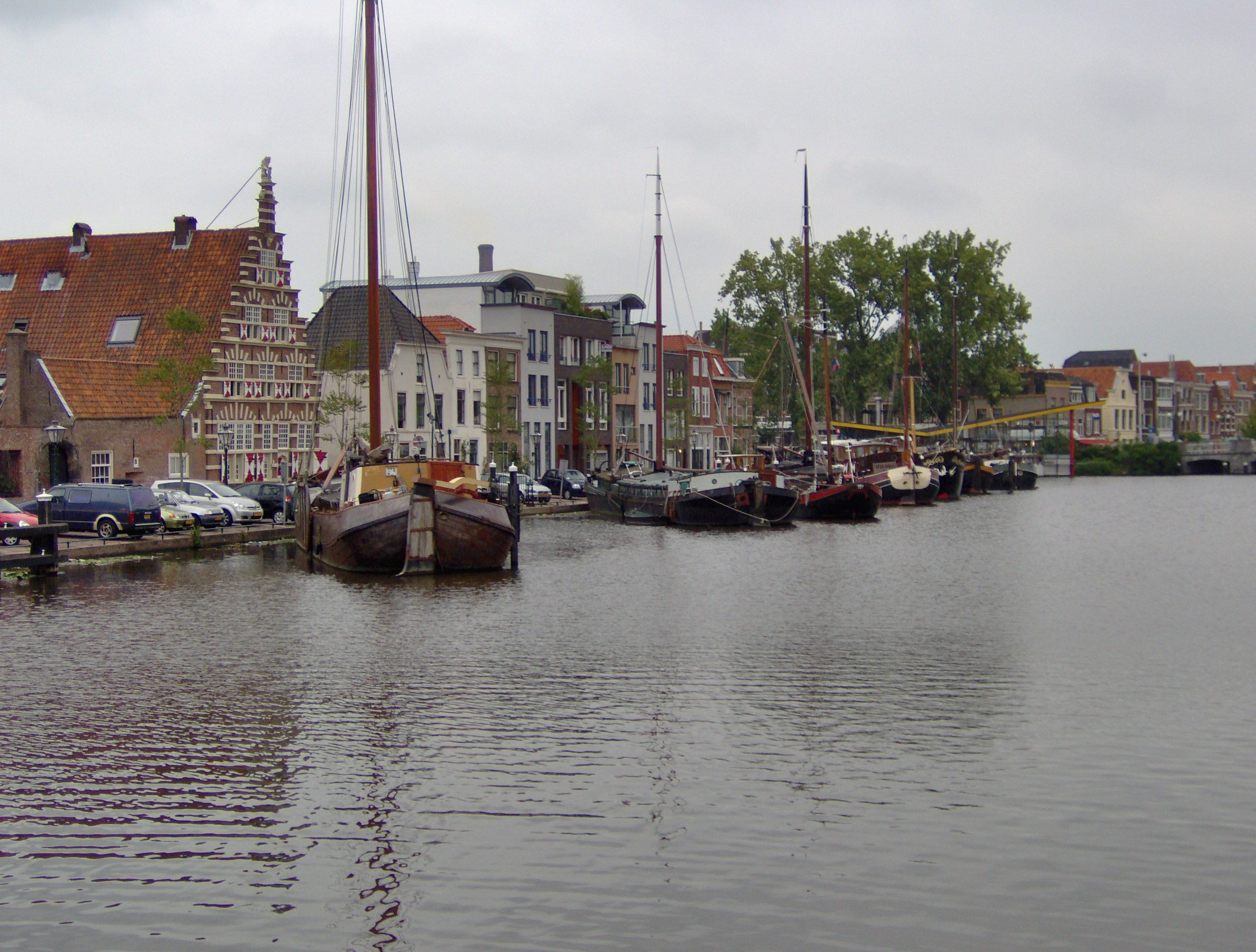
Het Galgewater vanaf de Rembrandtbrug met de Stadstimmerwerf en de historische haven

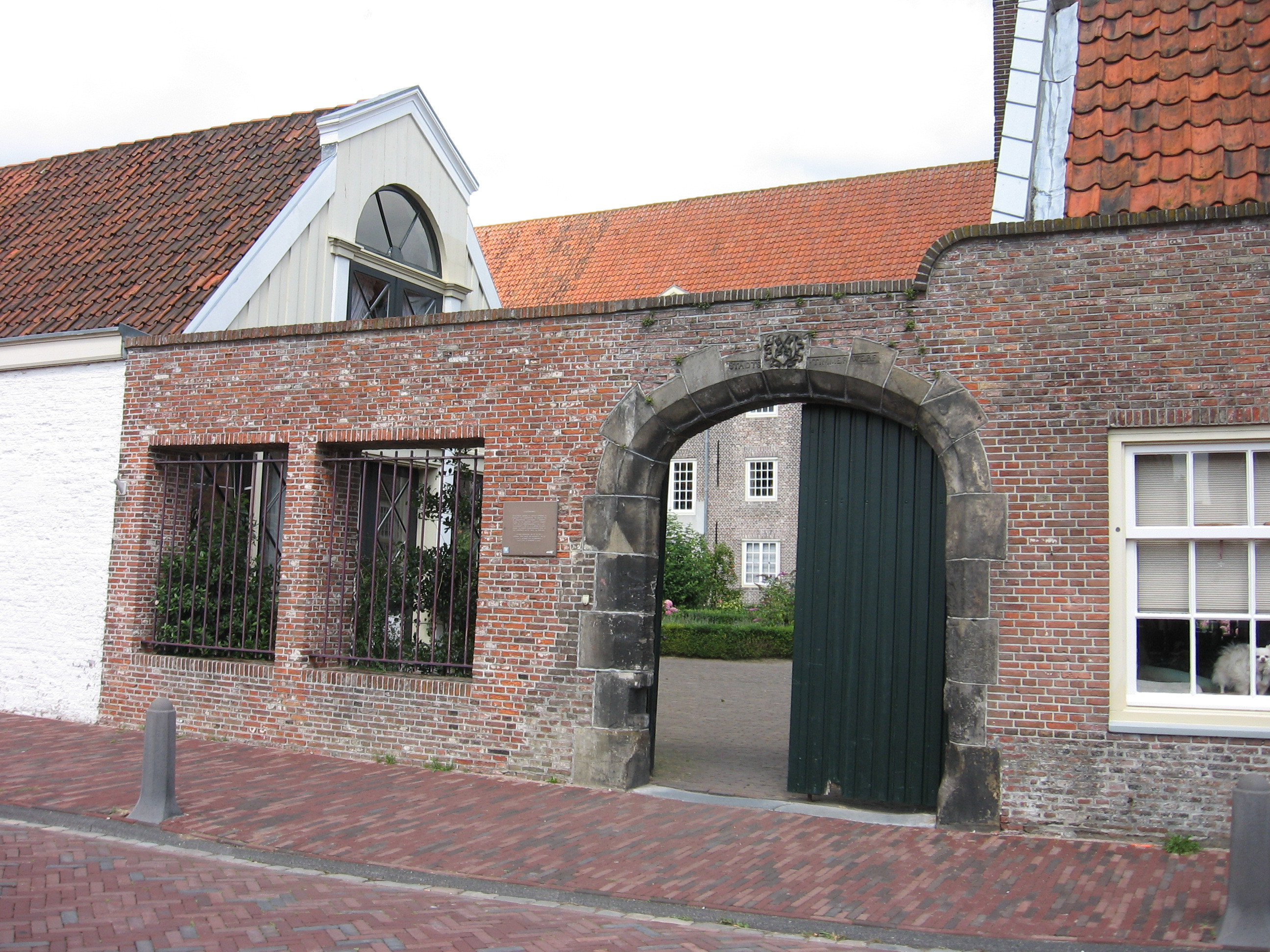
Poort Stadstimmerwerf

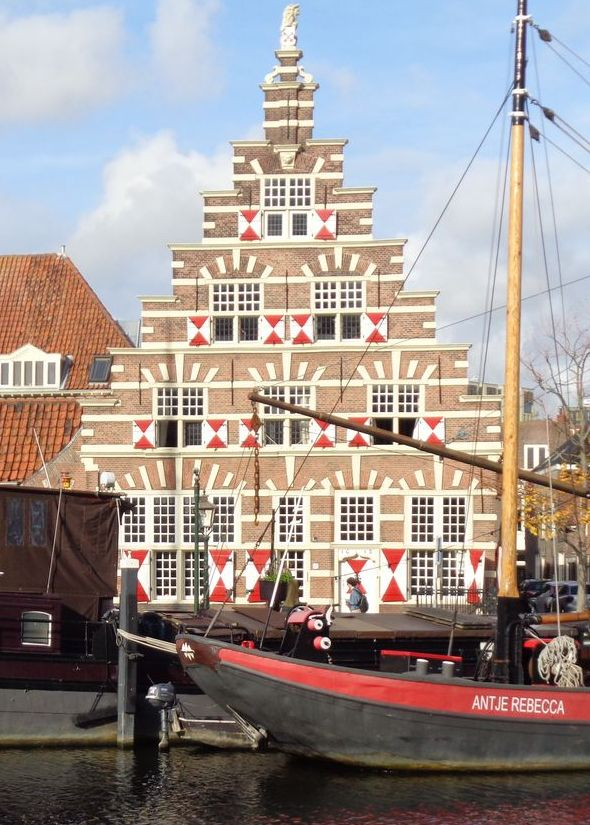
Het voor bezoekers toegankelijke voormalige woonhuis van de stadstimmerman.

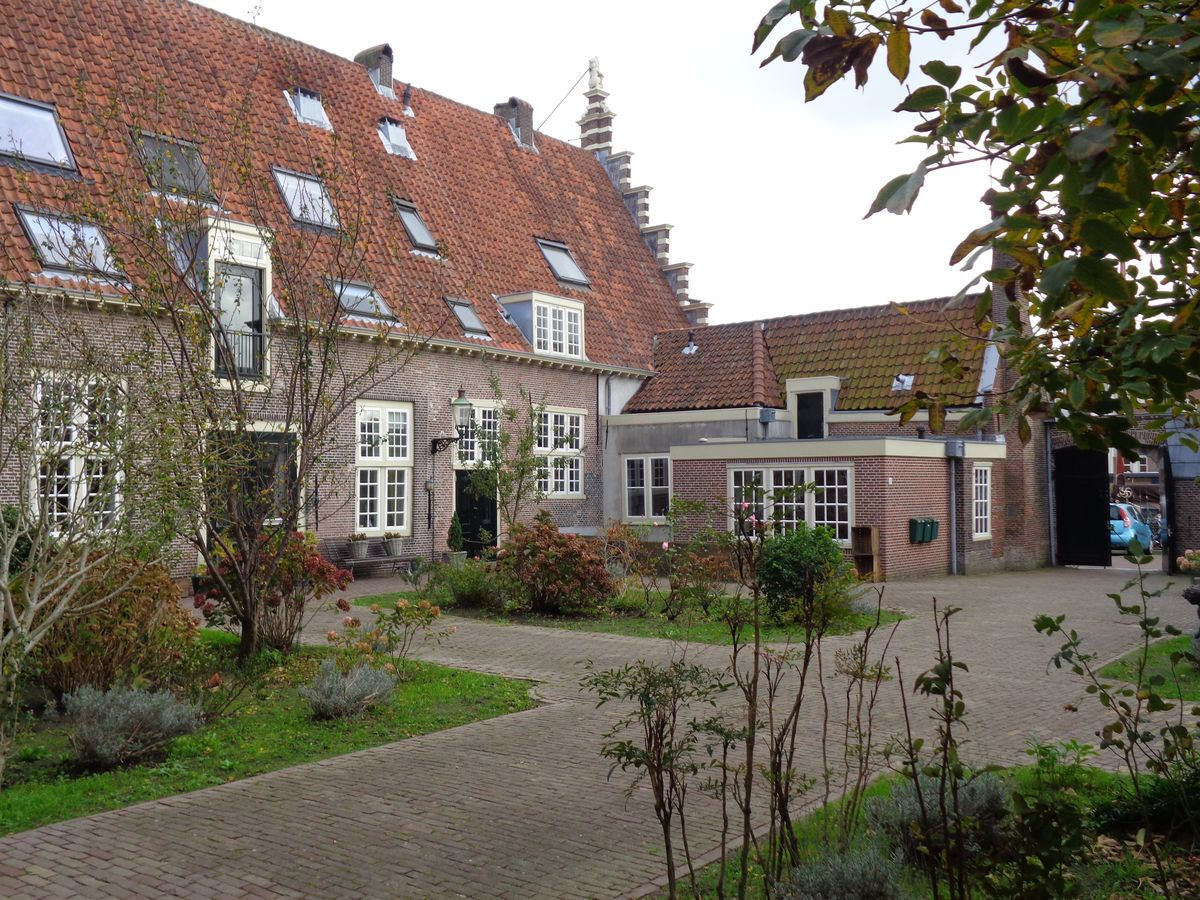
De binnenplaats

De Stadstimmerwerf in de Nederlandse stad Leiden, aan het Kort Galgewater, is gebouwd in 1612 naar een ontwerp van de toenmalige stadstimmerman Jan Ottensz. van Seyst. In dit gebouw woonde en werkte de stadstimmerman. De rijk gedecoreerde trapvleugel aan de rechterzijvleugel was zijn woonhuis, terwijl meer naar links de werkplaats gelegen was.

## Geschiedenis
De oudst bekende werf van Leiden met de naam De Ark is gebouwd in 1553 en was gevestigd aan het Rapenburg (ter hoogte van Rapenburg 114). Langs dit terrein liep een klein grachtje, waarlangs kleine schepen aan een loswal materiaal konden aan- en afvoeren.
Omdat de werf begin zeventiende eeuw te klein geworden was werd in 1603 een nieuwe werkplaats gebouwd op een terrein tussen de Houtstraat, Pieterskerkhof en het Rapenburg.
In 1611 besloot het stadsbestuur om de stad uit te breiden met een nieuwe wijk tussen Galgewater, Oude Vest, Oude Herengracht, Mare, Rijnsburgersingel en Morssingel. In die wijk moesten vooral de vervuilende industrieën en de elders te krap gehuisveste activiteiten een plaatsvinden. Zo kwam hier ook de Beestenmarkt en de nieuwe Stadstimmerwerf. Er was opslagruimte in overvloed en aan het Kort Galgewater konden de grootste schepen worden geladen en gelost. Het nieuwe stadstimmerwerf werd ontworpen door Lieven de Key.
In 1650 werd achter de Stadstimmerwerf begonnen met de bouw van een graanopslagplaats naar ontwerp van Arent van 's-Gravesande.
Willem van der Helm was tussen 1662 en 1675 stadsbouwmeester en hoofd van de stadstimmerwerf.
De stadstimmerwerf stond in 1966 model voor het 29e Delfts blauwe huisje van KLM.
Na een grondige restauratie eind twintigste eeuw is het pand ingericht voor de huisvesting van senioren (55+). Het voormalige woonhuis van de stadstimmerman is sinds maart 2022 in gebruik als tentoonstellingsruimte van kunstenaarscollectief De Leidsche Mondialen en is open voor bezoekers.